# Catharodesmus maior
Catharodesmus maior är en mångfotingart som först beskrevs av Filippo Silvestri 1897.  Catharodesmus maior ingår i släktet Catharodesmus och familjen Chelodesmidae. Inga underarter finns listade i Catalogue of Life.